# Persone di nome Gennadij
| Questa pagina contiene informazioni ricavate automaticamente dalle voci biografiche con l'ausilio del template Bio e di un bot. L'aggiornamento è periodico e automatico e ricostruisce completamente la pagina. Se manca una persona in questa lista, sei pregato di non aggiungerla, ma accertati piuttosto che la sua voce biografica contenga il template Bio e che i dati anagrafici siano correttamente compilati. Se il template Bio manca, inseriscilo tu stesso o, in alternativa, metti l'avviso {{tmp\|Bio}} che ne segnala la mancanza. Se i dati riportati sono sbagliati, correggi direttamente la voce biografica; le modifiche saranno visibili in questa lista entro pochi giorni. Per chiarimenti vedi il progetto antroponimi. La lista contiene solo le 57 persone che sono citate nell'enciclopedia e per le quali è stato implementato correttamente il template Bio. Pagina aggiornata al 16 ott 2024. |

Questa è una lista di persone presenti nell'enciclopedia che hanno il prenome Gennadij, suddivise per attività principale.

## Allenatori di calcio(3)
- Gennadij Logofet, allenatore di calcio e calciatore sovietico (Mosca, n. 1942 - Mosca, † 2011)
- Gennadij Matveev, allenatore di calcio e calciatore sovietico (Rostov sul Don, n. 1937 - † 2014)
- Gennadij Morozov, allenatore di calcio e ex calciatore sovietico (Mosca, n. 1962)

## Allenatori di calcio a 5(1)
- Gennadij Garagulja, allenatore di calcio a 5 e ex giocatore di calcio a 5 russo (Leningrado, n. 1981)

## Altisti(1)
- Gennadij Avdeenko, ex altista sovietico (Odessa, n. 1963)

## Assassini seriali(1)
- Gennadij Michasevič, serial killer sovietico (Voblasc' di Vicebsk, n. 1947 - RSS Bielorussa, † 1987)

## Astronomi(1)
- Gennadij Borisov, astronomo russo (Kramators'k, n. 1962)

## Attori(3)
- Gennadij Judin, attore sovietico (Mosca, n. 1923 - Mosca, † 1989)
- Gennadij Mičurin, attore sovietico (n. 1897 - Leningrado, † 1970)
- Gennadij Sidorov, attore e regista sovietico (Biškek, n. 1962 - Mosca, † 2011)

## Calciatori(5)
- Gennadij Denisov, ex calciatore uzbeko (n. 1960)
- Gennadij Evrjužichin, calciatore sovietico (Kazan', n. 1944 - Mosca, † 1998)
- Gennadij Gusarov, calciatore sovietico (Mosca, n. 1937 - Mosca, † 2014)
- Gennadij Krasnickij, calciatore sovietico (Tashkent, n. 1940 - Qurǧonteppa, † 1988)
- Gennadij Perepadenko, ex calciatore ucraino (Zaporižžja, n. 1964)

## Canoisti(1)
- Gennadij Bucharin, canoista sovietico (Rybnaja Sloboda, n. 1929 - † 2020)

## Cestisti(2)
- Gennadij Kapustin, cestista sovietico (Leningrado, n. 1958 - San Pietroburgo, † 2011)
- Gennadij Vol'nov, cestista sovietico (Mosca, n. 1939 - Konakovo, † 2008)

## Ciclisti su strada(1)
- Gennadij Komnatov, ciclista su strada sovietico (n. 1949 - Omsk, † 1979)

## Cosmonauti(4)
- Gennadij Michajlovič Manakov, cosmonauta russo (Efimovka, n. 1950 - † 2019)
- Gennadij Padalka, cosmonauta russo (Krasnodar, n. 1958)
- Gennadij Vasil'evič Sarafanov, cosmonauta sovietico (Sinenkie, n. 1942 - Mosca, † 2005)
- Gennadij Michajlovič Strekalov, cosmonauta e ingegnere sovietico (Mytišči, n. 1940 - Mosca, † 2004)

## Danzatori su ghiaccio(1)
- Gennadij Karponosov, ex danzatore su ghiaccio sovietico (Mosca, n. 1950)

## Direttori d'orchestra(1)
- Gennadij Nikolaevič Roždestvenskij, direttore d'orchestra e compositore russo (Mosca, n. 1931 - Mosca, † 2018)

## Dirigenti sportivi(1)
- Gennadij Michajlov, dirigente sportivo e ex ciclista su strada russo (Čeboksary, n. 1974)

## Fondisti(1)
- Gennadij Vaganov, ex fondista sovietico (Mesjagutovo, n. 1936)

## Generali(2)
- Gennadij Nikolaevič Trošev, generale russo (Groznyj, n. 1947 - Perm', † 2008)
- Gennadij Židko, generale russo (Yangiobod, n. 1965 - Mosca, † 2023)

## Giocatori di calcio a 5(1)
- Gennadij Ionov, ex giocatore di calcio a 5 russo (Mosca, n. 1976)

## Hockeisti su ghiaccio(2)
- Gennadij Čurilov, hockeista su ghiaccio russo (Magnitogorsk, n. 1987 - Jaroslavl', † 2011)
- Gennadij Cygankov, hockeista su ghiaccio sovietico (Vanino, n. 1947 - † 2006)

## Imprenditori(1)
- Gennadij Timčenko, imprenditore russo (Leninakan, n. 1952)

## Lottatori(1)
- Gennadij Korban, ex lottatore russo (n. 1949)

## Navigatori(1)
- Gennadij Ivanovič Nevel'skoj, navigatore e esploratore russo (Drakino, n. 1813 - San Pietroburgo, † 1876)

## Nuotatori(3)
- Gennadij Androsov, nuotatore sovietico (Krasnoe, n. 1939 - Leopoli, † 2016)
- Gennadij Nikolaev, nuotatore sovietico (Aşgabat, n. 1936 - Mosca, † 2013)
- Gennadij Prigoda, ex nuotatore sovietico (Rostov sul Don, n. 1965)

## Poeti(1)
- Gennadij Ajgi, poeta russo (Šajmurzino, n. 1934 - Mosca, † 2006)

## Politici(5)
- Gennadij Gudkov, politico e imprenditore russo (Kolomna, n. 1956)
- Gennadij Ivanovič Janaev, politico sovietico (Perezov, n. 1937 - Mosca, † 2010)
- Gennadij Vasil'evič Kolbin, politico sovietico (Nižnij Tagil, n. 1927 - Mosca, † 1998)
- Gennadij Ivanovič Voronov, politico sovietico (Rameški, n. 1910 - Mosca, † 1994)
- Gennadij Zjuganov, politico e fisico russo (Mymrino, n. 1944)

## Pugili(4)
- Gennadij Garbuzov, pugile sovietico (Mosca, n. 1930 - Mosca, † 2009)
- Gennadij Golovkin, pugile kazako (Karaganda, n. 1982)
- Gennadij Kovalëv, pugile russo (Kropotkin, n. 1983)
- Gennadij Šatkov, pugile sovietico (n. 1932 - † 2009)

## Registi(3)
- Gennadij Sergeevič Kazanskij, regista cinematografico sovietico (Voronež, n. 1910 - † 1983)
- Gennadij Ivanovič Poloka, regista sovietico (Kujbyšev, n. 1930 - Mosca, † 2014)
- Gennadij Vasil'ev, regista sovietico (n. 1940 - Mosca, † 1999)

## Scacchisti(2)
- Gennadij Sosonko, scacchista olandese (Troick, n. 1943)
- Gennadij Timoščenko, scacchista slovacco (Čeljabinsk, n. 1949)

## Slittinisti(1)
- Gennadij Beljakov, ex slittinista russo (Mosca, n. 1968)

## Sollevatori(1)
- Gennadij Četin, sollevatore sovietico (Senino, n. 1943 - Uzbekistan, † 2002)

## Traduttori(1)
- Gennadij Kiselëv, traduttore, filologo e linguista russo (Mosca, n. 1955)

## Tuffatori(1)
- Gennadij Galkin, tuffatore sovietico (Leopoli, n. 1934 - † 1985)